# Frédéric III de Plankenfels
Friedrich III. von Plankenfels (mort le 24 mai 1457 à Salzbourg) est le quarante-deuxième évêque de Ratisbonne et prince-évêque de la principauté épiscopale de Ratisbonne de 1450 à sa mort.

## Biographie
Friedrich est issu de la maison de Plankenfels (de), dont le siège ancestral était le château de Plankenfels (de). Avec son frère Ulrich de Plankenfels (de), évêque de Chiemsee de 1453 à sa mort en 1467, Frédéric est inscrit à l'université de Vienne en 1423. Il obtient le titre académique de Doctor decretorum et a plusieurs prébendes dans les chapitres des cathédrales de Bamberg, Freising et Ratisbonne, où il est également Domkustos (de) en 1448.
Après la mort de l'évêque de Ratisbonne Friedrich von Parsberg, Friedrich von Plankenfels est élu son successeur par le chapitre de la cathédrale le 23 janvier 1450. Après que son prédécesseur accepta pour la première fois une capitulation électorale pour Ratisbonne, les accords régissant les relations du nouvel évêque avec les chanoines furent élaborés plus avant. Frédéric III s'engage, entre autres, à se soumettre à un arbitre ou à un métropolite en cas de divergences d'opinion avec le chapitre de la cathédrale et à compenser dans la mesure du possible le préjudice financier causé par son prédécesseur avec la vente des biens épiscopaux. En outre, l'inaliénabilité de Donaustauf, Wörth et Hohenburg, telle que décrétée par le concile de Bâle, devrait rester en place. La confirmation papale de l'élection a lieu le 23 mars 1450 et le 31 mai 1450, Frédéric est ordonné évêque par le métropolite de Salzbourg Frédéric IV Truchsess d'Emmerberg (de) dans la cathédrale de Salzbourg. Le 10 novembre, le roi Frédéric III donne le droit de régale à Wiener Neustadt. En raison des fonctions princières qui y sont associées, il s'installe à Rome avec le roi Frédéric à la fin de l'automne 1451, où il assiste à son couronnement impérial en mars 1452.
Frédéric III de Plankenfels participe au synode provincial de Salzbourg en 1451. Il soutient pleinement la réforme de l'église et du monastère initiée par le cardinal légat Nicolas de Cues et le prieur de Melk Johannes Schlitpacher (de). Au printemps 1457, il promulgue les résolutions du synode provincial de Salzbourg de 1456, auquel il participa également, lors d'une convention du clergé diocésain de Ratisbonne. Celles-ci comprennent l'observance du dimanche, la pratique des indulgences, la lutte contre les Hussites et la part du pasteur de la dîme et des offrandes lors de la cérémonie.
La menace des Hussites n'est pas éteinte. À l'époque de Frédéric III, on rapporte que des aristocrates allemands ont trahi des ecclésiastiques qui furent déportés en Bohême ou durent acheter leur liberté contre une rançon. L'évêque aborde aussi subtilement les conséquences des conflits précédents lors du synode provincial de Salzbourg.
Friedrich von Plankenfels meurt à Salzbourg le 24 mai 1457. Son corps est enterré dans la cathédrale de Ratisbonne.